# Aussiedraco
Aussiedraco es un género extinto de pterosaurio pterodactiloide ornitoqueiroide basal de principios del Cretácico de Australia. 
Aussiedraco es conocido del holotipo QM F10613, una sínfisis mandibular alojada en el Museo de Queensland, recuperado de rocas de la formación Toolebuc, cerca de 70 km al este de Boulia, en el occidente de Queensland, datando de la época del Albiense. Fue nombrado por Alexander W.A. Kellner, Taissa Rodrigues y Fabiana R. Costa en el año de 2011 y la especie tipo es Aussiedraco molnari. El nombre del género se deriva del término "Aussie", una forma acortada de la palabra australiano en inglés, y "draco", de la palabra latina que significa dragón. El nombre de la especie honra a Ralph E. Molnar, quien describió el ejemplar en 1980.
El fragmento de la sínfisis mide 88 milímetros de largo y es muy estrecho y recto, con una punta lanceolada no expandida y una sección transversal triangular. Carece de quilla o cresta y es convexo en la parte superior, con una media estrecha ranura profunda que no alcanza la punta, pero es plana en la parte inferior. Hasta donde se puede saber juzgando por sus alvéolos elípticos vacíos, la mandíbula inferior tenía al menos cinco pares de dientes, los cuales eran más grandes y se volvían más inclinados y procumbentes a medida que se dirigían hacia el exterior en el frente de la mandíbula. Se estima que Ausiedraco era menor en tamaño que Mythunga, un pterosaurio de la misma formación.
Kellner e.a. asignó Aussiedraco a Pteranodontoidea, un clado que básicamente contiene las mismas especies que Ornithocheiroidea sensu Unwin. Aussiedraco podría estar cercanamente relacionado con la familia Anhangueridae.